# Pescado a la talla

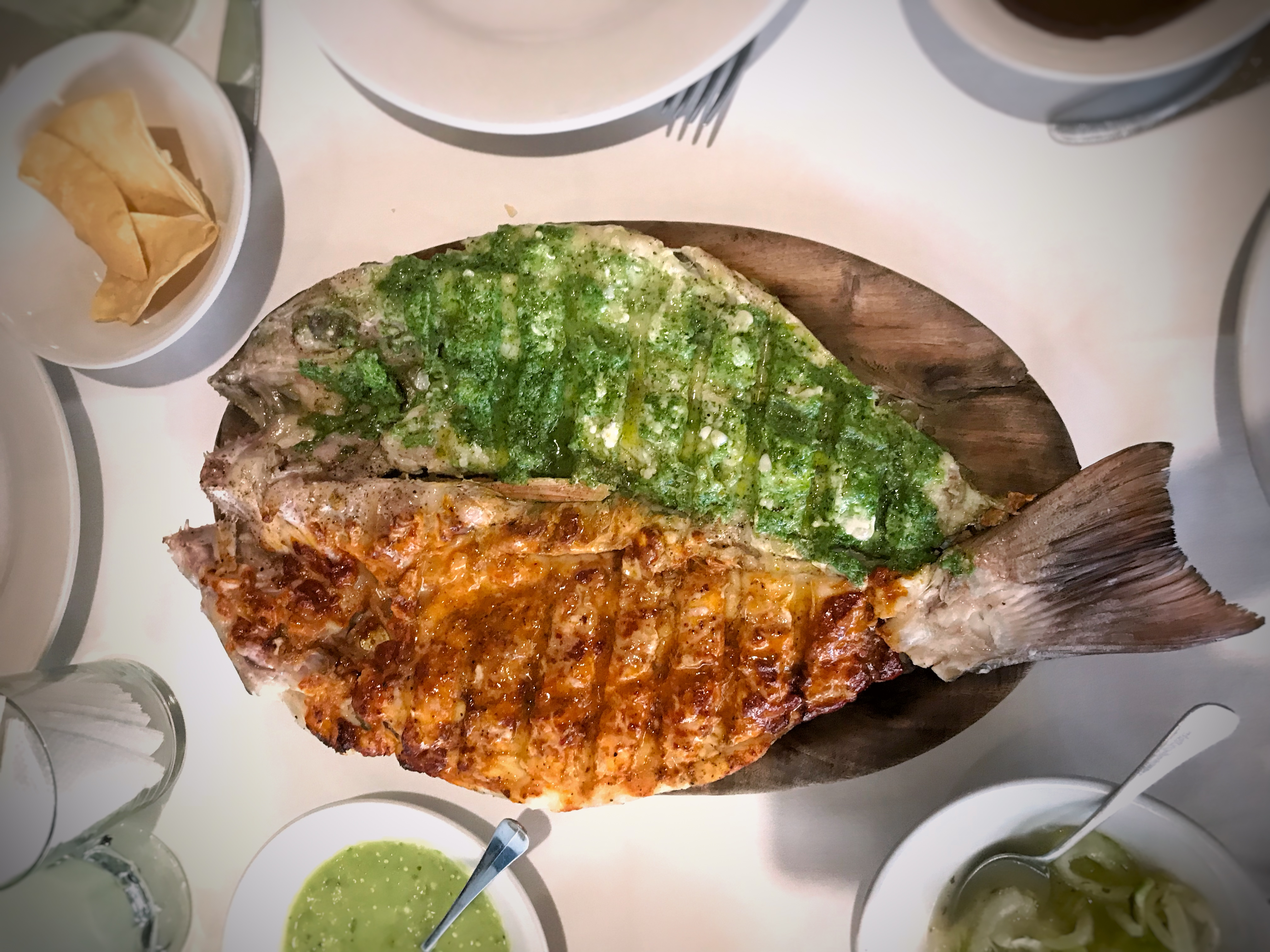
Pescado a la talla.

Pescado a la talla är en mexikansk fiskrätt av saltvattensfisk som är marinerad med en chilisås och grillad hel. Ofta är den tillagad av guachinango (havsabborre).